# Freilichtmuseum Vysočina
Das Freilichtmuseum Vysočina (tschechisch Skanzen lidových staveb Vysočina) liegt beim Dorf Veselý Kopec in der Nähe von Hlinsko  in Tschechien.

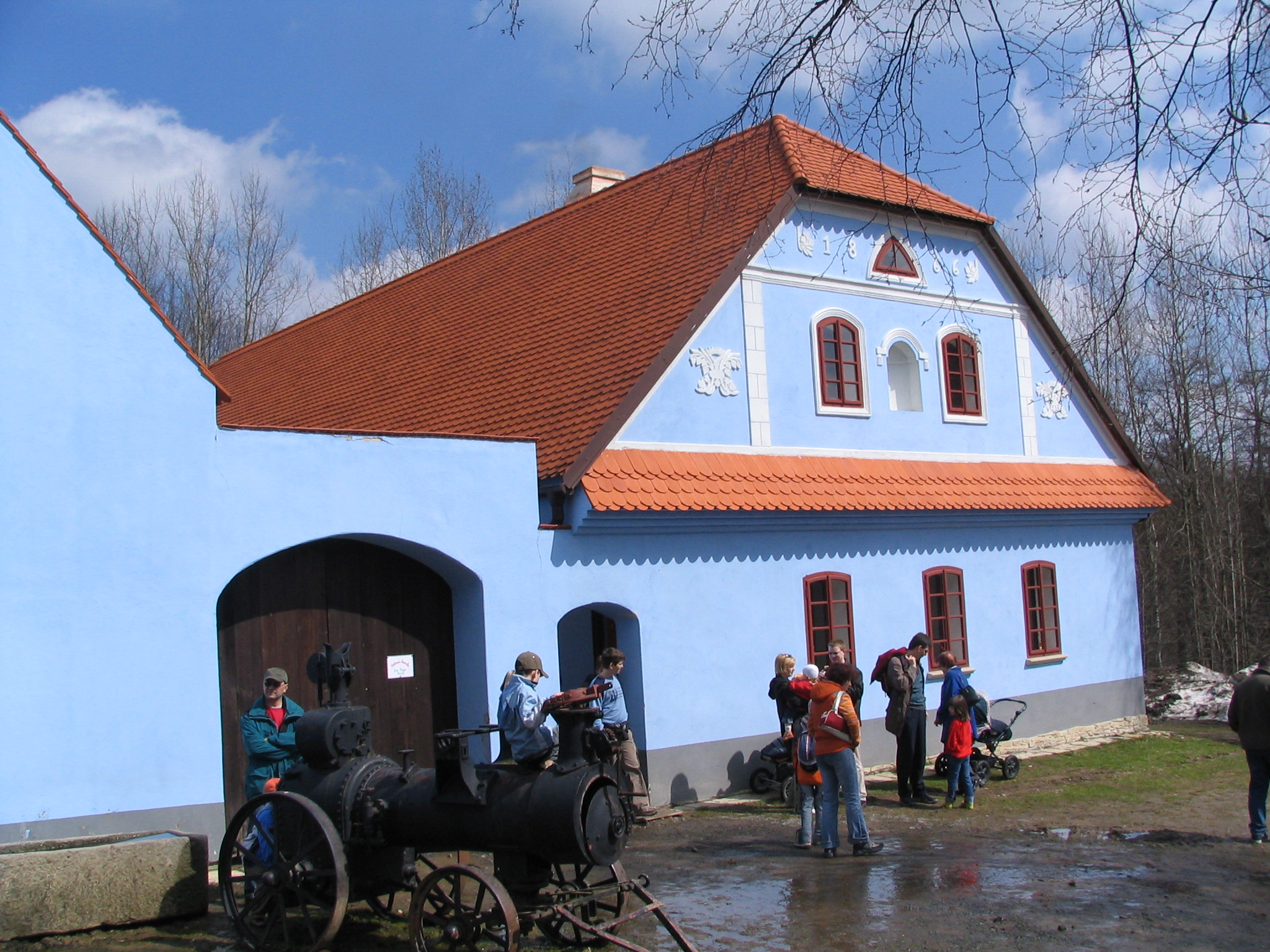
?

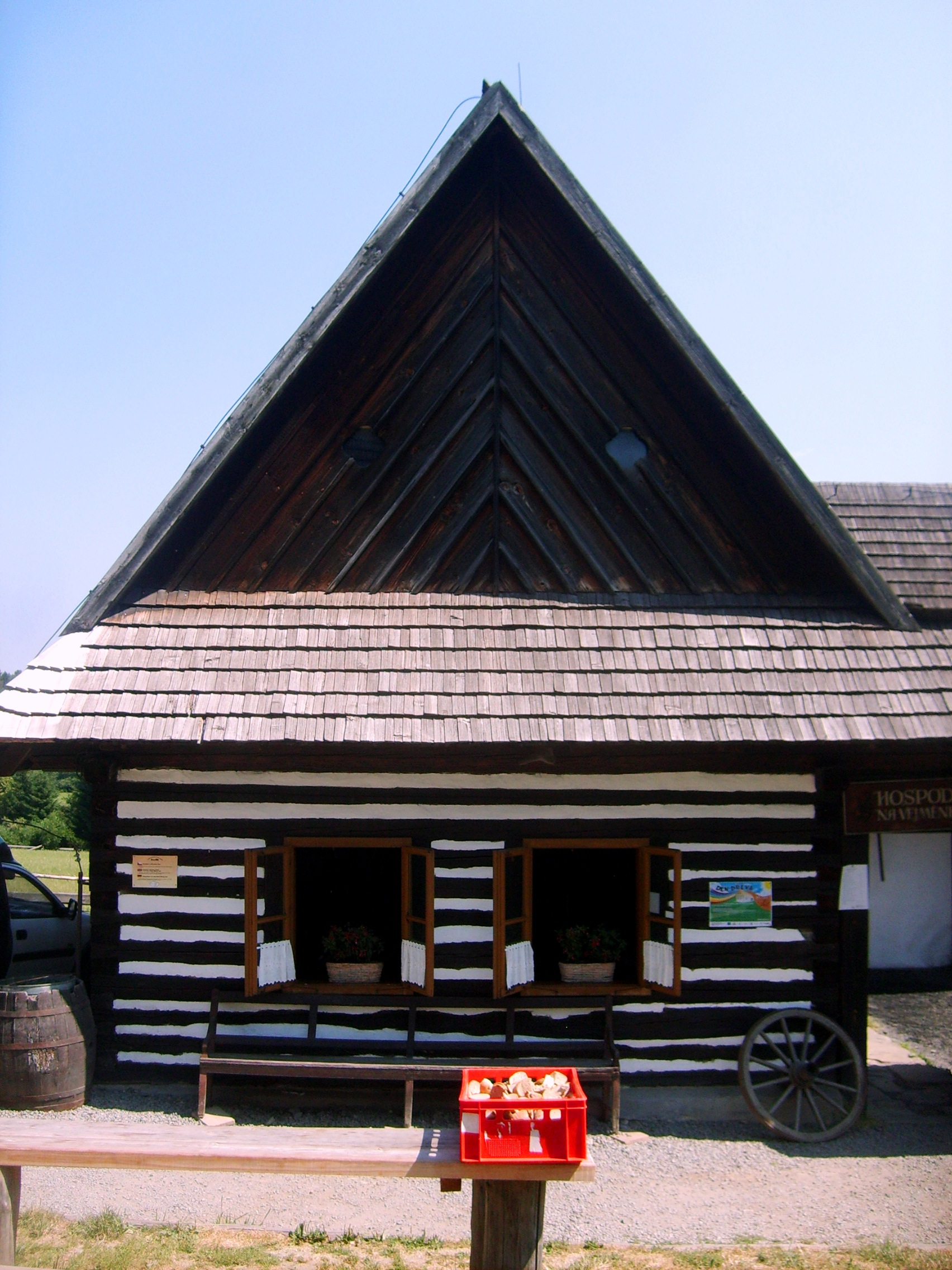
?

Das Museum präsentiert überwiegend holzgezimmerte Gehöfte der Kleinbauern aus einem Teil der Böhmisch-Mährischen Höhe und technische Bauten mit Wasserantrieb. Die Objekte datieren von der Mitte des 19. Jahrhunderts bis in die 1950er Jahre und dokumentieren den speziellen Bau der Regionen Böhmisch-Mährische Höhe und des Gebirges Železné hory sowie die Lebensweise der einzelnen Familien und ihre soziale Stellung. Veselý Kopec zählt mit seinem Volksbautenkomplex zu den bedeutendsten und wertvollsten Expositionen des Volksbauwesens der Tschechischen Republik.
Ein zweiter Teil des Museums ist die denkmalgeschützte historische Altstadt von Hlinsko am rechten Ufer des Flusses Chrudimka, genannt Betlém mit zahlreichen Beispielen der Volksarchitektur. Es war ein typischer Stadtteil der Kleinhandwerker, wurde ab den 1960er Jahren stark vernachlässigt, was zur Zerstörung vieler Häuser führte. Die Rettung des Zentralteils begann Ende der 1990er Jahre durch das Nationaldenkmalamt und das Freilichtmuseum Vysočina.